# Where the Blacktop Ends
«Where the Blacktop Ends» — сингл в стилі кантрі, записаний австралійським виконавцем кантрі-музики Кітом Урбаном. Це був останній сингл Кіта із однойменного альбому і третій Top Five в його кар'єрі, він досяг місця № 3 в чарті журналу Billboard.

## Позиції в чартах
Пісня «Where the Blacktop Ends» дебютувала на 55 місці в чарті Billboard Hot Country Singles & Tracks.
| Чарт 2001 року                              | Найвища позиція |
| ------------------------------------------- | --------------- |
| U.S. Billboard Hot Country Singles & Tracks | 3               |
| U.S. Billboard Hot 100                      | 35              |